# Leichtathletik-Weltmeisterschaften 1999
| Medaillenspiegel (Endstand nach 46 Entscheidungen) | Medaillenspiegel (Endstand nach 46 Entscheidungen) | Medaillenspiegel (Endstand nach 46 Entscheidungen) | Medaillenspiegel (Endstand nach 46 Entscheidungen) | Medaillenspiegel (Endstand nach 46 Entscheidungen) | Medaillenspiegel (Endstand nach 46 Entscheidungen) |
| Platz                                              | Land                                               | G                                                  | S                                                  | B                                                  | Gesamt                                             |
| -------------------------------------------------- | -------------------------------------------------- | -------------------------------------------------- | -------------------------------------------------- | -------------------------------------------------- | -------------------------------------------------- |
| 1                                                  | USA                                                | 10                                                 | 3                                                  | 4                                                  | 17                                                 |
| 2                                                  | Russland                                           | 5                                                  | 4                                                  | 3                                                  | 12                                                 |
| 3                                                  | Deutschland                                        | 4                                                  | 4                                                  | 4                                                  | 12                                                 |
| 4                                                  | Griechenland                                       | 2                                                  | 2                                                  | 2                                                  | 6                                                  |
| 5                                                  | Marokko                                            | 2                                                  | 2                                                  | 1                                                  | 5                                                  |
| 6                                                  | Kuba                                               | 2                                                  | 2                                                  | –                                                  | 4                                                  |
| 6                                                  | Italien                                            | 2                                                  | 2                                                  | –                                                  | 4                                                  |
| 8                                                  | Spanien                                            | 2                                                  | 1                                                  | 1                                                  | 4                                                  |
| 9                                                  | Äthiopien                                          | 2                                                  | –                                                  | 3                                                  | 5                                                  |
| 10                                                 | Rumänien                                           | 2                                                  | –                                                  | 2                                                  | 4                                                  |
| Vollständiger Medaillenspiegel                     |                                                    |                                                    |                                                    |                                                    |                                                    |

Die 7. Leichtathletik-Weltmeisterschaften (offiziell: 7th IAAF World Championships in Athletics Sevilla 1999) fanden vom 20. bis 29. August 1999 in der spanischen Stadt Sevilla statt. Es nahmen 1821 Athleten aus 201 Ländern teil.

## Überblick
Die Wettkämpfe wurden im Olympiastadion ausgetragen. Die Weltmeisterschaften fanden zum ersten Mal in Spanien statt, sieben Jahre nach dem letzten Großereignis in der Leichtathletik in diesem Land, den Olympischen Spielen 1992 in Barcelona.

## Wettbewerbe
Im Wettbewerbsangebot für Frauen gab es wieder Änderungen:
- Zwei neue Disziplinen standen auf dem Programm: der Stabhochsprung und der Hammerwurf.
- Im Gehen wurde die Strecke von zehn auf zwanzig Kilometer verlängert.
- Im Speerwurf wurde wie schon bei den Männern im Jahre 1986 ein neuer Speer mit einem nach vorne verlagerten Schwerpunkt eingeführt.

Für die Frauen gab es damit nur noch wenige Defizite im Vergleich zu den Männer-Wettbewerben.
- Bereich Lauf: Es fehlte noch der 3000-Meter-Hindernislauf, der erst 2005 ins Frauen-WM-Programm aufgenommen wurde.
- Bereich Gehen: Es fehlte das 50-km-Gehen, das 2017 ins Frauen-WM-Programm kam.

## Sportliche Leistungen
Auch die siebte Austragung der Leichtathletik-Weltmeisterschaften war von einem hohen Leistungsniveau geprägt.
- Höhepunkte waren zwei Weltrekorde:
  - Stabhochsprung Frauen – Stacy Dragila (USA): 4,60 m (Finale, Rekord egalisiert)
  - Speerwurf Frauen – Mirela Manjani (Griechenland): 67,09 s (Finale)
- In acht Disziplinen gab es zehn neue Weltjahresbestleistungen:
  - 400 Meter Männer – Fabrizio Mori (Italien): 47,72 s (Finale)
  - Hochsprung Männer – Wjatscheslaw Woronin (Russland): 2,37 m (Finale)
  - Dreisprung Männer – Charles Friedek (Deutschland): 17,59 m (Finale)
  - 200 Meter Frauen – Inger Miller (USA): 21,77 s (Finale)
  - 100 Meter Hürden Frauen – Gail Devers (USA): 12,37 s (Finale)
  - 4 × 100 m Frauen – USA (Cheryl Taplin, Nanceen Perry, Inger Miller, Gail Devers): 42,28 s (Vorlauf)
  - 4 × 100 m Staffel Frauen – Bahamas (Savatheda Fynes, Chandra Sturrup, Pauline Davis-Thompson, Debbie Ferguson): 41,92 s (Finale)
  - 4 × 400 m Frauen – Russland (Natalja Scharowa, Jekaterina Bachwalowa. Tatjana Tschebykina, Swetlana Gontscharenko): 3:24,51 min (Vorlauf)
  - 4 × 400 m Staffel Frauen – Russland (Tatjana Tschebykina, Swetlana Gontscharenko, Olga Kotljarowa, Natalja Nasarowa): 3:21,98 min (Finale)
  - Dreisprung Frauen – Paraskevi Tsiamita (Griechenland): 15,07 m (Qualifikation)
- Es wurden zwölf Kontinentalrekorde in neun Disziplinen neu aufgestellt oder egalisiert:
  - 400 Meter Männer – Sanderlei Parrela (Brasilien): Südamerikarekord in 44,37 s (Halbfinale)
  - 400 Meter Männer – Sanderlei Parrela (Brasilien): Südamerikarekord in 44,29 s (Finale)
  - 4 × 100 m Männer – Großbritannien (Jason Gardener, Darren Campbell, Marlon Devonish, Dwain Chambers): Europarekord in 37,73 s (Finale)
  - 4 × 100 m Männer – Brasilien (Raphael de Oliveira, Claudinei da Silva, Édson Ribeiro, André da Silva): Südamerikarekord in 38,05 s (Finale)
  - Hochsprung Männer – Abderrahmane Hammad (Algerien): Afrikarekord mit 2,29 m (Qualifikation)
  - Stabhochsprung Männer – Dmitri Markov (Australien): Ozeanienrekord mit 5,90 m (Finale)
  - Weitsprung Männer – Jai Taurima (Australien): Ozeanienrekord mit 8,35 m (Finale)
  - 400 Meter Hürden Frauen – Nezha Bidouane (Marokko): Afrikarekord in 52,90 s (Finale)
  - Stabhochsprung Frauen – Anschela Balachonowa (Ukraine): Europarekord mit 4,55 m (Finale, Rekord egalisiert)
  - Diskuswurf Frauen – Olena Antonowa (Ukraine): Asienrekord mit 63,61 m (Finale)
  - Speerwurf Frauen – Wei Jianhua (Volksrepublik China): Asienrekord mit 61,39 m (Qualifikation)
  - Speerwurf Frauen – Wei Jianhua (Volksrepublik China): Asienrekord mit 62,97 m (Finale)
- Es gab vierzehn Weltmeisterschaftsrekorde in zwölf Disziplinen.
- Außerdem waren in 31 Disziplinen achtzig Landesrekorde und zwei Landesbestleistungen zu verzeichnen.

## Erfolgreichste Sportler
- Ein Athlet errang drei Goldmedaillen:
  - Maurice Greene, (USA) – 100 Meter, 200 Meter, 4 × 100 m
- Folgende Weltmeister waren bereits bei vorangegangenen Weltmeisterschaften siegreich:
  - Michael Johnson, (USA) – 400 Meter: 1991 siegreich über 200 Meter, 1993 siegreich über 400 Meter / 4 × 400 m, 1995 siegreich über 200 Meter / 400 Meter / 4 × 400 m, 1997 siegreich über damit jetzt achtfacher Weltmeister
  - Haile Gebrselassie, (Äthiopien) – 10.000 Meter: vierter Sieg in Folge
  - Maurice Greene, (USA) – 100 Meter: zweiter Sieg in Folge, mit seinen weiteren Siegen hier über 200 Meter, und 4 × 100 m jetzt vierfacher Weltmeister
  - Gail Devers, (USA) – 100 Meter Hürden, zweiter Sieg nach 1995, außerdem: 1993 Gold über 100 Meter, 1997 Gold über 4 × 100 m, damit jetzt vierfache Weltmeisterin
  - Wilson Kipketer, (Kenia) – 800 Meter: dritter Sieg in Folge
  - Iván Pedroso, (Kuba) – Weitsprung: dritter Sieg in Folge
  - Astrid Kumbernuss, (Deutschland) – Kugelstoßen: dritter Sieg in Folge
  - Marion Jones, (USA) – 100 Meter: zweiter Sieg in Folge, darüber hinaus 1997 siegreich über 4 × 100 m, damit jetzt dreifache Weltmeisterin
  - Hicham El Guerrouj, (Marokko) – 1500 Meter: zweiter Sieg in Folge
  - Abel Antón, (Spanien) – Marathon: zweiter Sieg in Folge
  - Colin Jackson, (Großbritannien) – 110 Meter Hürden: zweiter Sieg nach 1993
  - Tomáš Dvořák, (Tschechien) – Zehnkampf: zweiter Sieg in Folge
  - Cathy Freeman, (Australien) – 400 Meter: zweiter Sieg in Folge
  - Inger Miller, (USA) – 200 Meter: 1995 siegreich über 4 × 100 m
  - Gabriela Szabo, (Rumänien) – 5000 Meter: zweiter Sieg in Folge

## Doping
Bei diesen Weltmeisterschaften gab es folgende sieben Dopingfälle:
- Innocent Asonze, Nigeria, 100 Meter – im Vorlauf ausgeschieden / 4 × 100 m – zunächst auf Rang drei. Im Juni 1999 versäumte Asonze einen Dopingtest. Daraufhin wurden ihm seine Resultate von diesen Weltmeisterschaften aberkannt.
- Davidson Ezinwa, Nigeria, 100 Meter – im Halbfinale ausgeschieden. Seine Probe eines Dopingtests nach dem Halbfinale war positiv, es wurde das Eiweißhormon HCG gefunden. Daraufhin wurde er von der weiteren Teilnahme bei diesen Weltmeisterschaften ausgeschlossen – vorgesehen war sein Einsatz als Mitglied der 4-mal-100-Meter-Staffel, deren Resultat wegen der Disqualifikation seines Landsmanns Innocent Asonze schließlich aberkannt wurde.[1]
- Antonio Pettigrew, USA, 400 Meter, zunächst Fünfter / 4 × 400 m – zunächst auf Rang eins. Er gestand, ab 1997 Dopingmittel von Angel Heredia, einem mexikanischen Händler, bezogen zu haben, darunter Erythropoetin, auch bekannt als EPO, sowie Wachstumshormone. Daraufhin wurden ihm einige Resultate aberkannt, darunter seine beiden Ergebnisse von diesen Weltmeisterschaften.[2]
- Jerome Young, USA, 400 Meter – zunächst Vierter. Er hat eine längere Dopingvergangenheit aufzuweisen bis lange nach diesen Weltmeisterschaften. Nach mehreren Verstößen unter anderem mit Erythropoetin (EPO) wurden ihm 2004 zahlreiche Medaillen und Resultate – darunter auch von diesen Weltmeisterschaften – aberkannt und eine lebenslange Sperre ausgesprochen.[3]
- Mohamed Ibrahim Aden, Somalia, 1500 Meter – im Halbfinale ausgeschieden. Er wurde der Einnahme von Ephedrin überführt und disqualifiziert.[4]
- German Skurygin, Russland, 50-km-Gehen – zunächst Erster. Er wurde nachträglich wegen der Verwendung von Gonadotropinen disqualifiziert und für zwei Jahre gesperrt, seine Goldmedaille musste er wieder herausgeben.[5]
- Hannah Cooper, Liberia, 4 × 400 m – im Vorlauf ausgeschieden. Die Staffel Liberias wurde wegen Dopingmissbrauchs ihrer Schlussläuferin Hannah Cooper disqualifiziert.[6]

## Resultate Männer

### 100 m
| Platz | Athlet                  | Land | Zeit (s) |
| ----- | ----------------------- | ---- | -------- |
| 1     | Maurice Greene          | USA  | 09,80 CR |
| 2     | Bruny Surin             | CAN  | 09,84 NR |
| 3     | Dwain Chambers          | GBR  | 09,97    |
| 4     | Obadele Thompson        | BAR  | 10,00    |
| 5     | Tim Harden              | USA  | 10,02    |
| 6     | Tim Montgomery          | USA  | 10,04    |
| 7     | Jason Gardener          | GBR  | 10,07    |
| 8     | Kareem Streete-Thompson | CAY  | 10,24    |

Finale: 22. August, 21:15 Uhr
Wind: +0,2 m/s
Teilnehmer aus deutschsprachigen Ländern:

 Martin Lachkovics – als 41. im Vorlauf mit 10,47 s ausgeschieden
In diesem Wettbewerb gab es zwei gedopte Athleten, in beiden Fällen handelte es sich um Sprinter aus Nigeria:
- Innocent Asonze, im Vorlauf ausgeschieden – Im Juni 1999 versäumte er einen Dopingtest. Daraufhin wurden ihm seine Resultate von diesen Weltmeisterschaften aberkannt. Ebenfalls disqualifiziert die 4 × 100 m seines Landes, in der Asonze mitgelaufen war. Die dort zunächst gewonnene Bronzemedaille musste wieder abgegeben werden.
- Davidson Ezinwa, im Halbfinale ausgeschieden – Seine Probe eines Dopingtests nach dem Halbfinale war positiv, es wurde das Eiweißhormons HCG gefunden. Daraufhin wurde er von der weiteren Teilnahme bei diesen Weltmeisterschaften ausgeschlossen – vorgesehen war sein Einsatz als Mitglied der nachträglich disqualifizierten 4-mal-100-Meter-Staffel.[1]

### 200 m
| Platz | Athlet                  | Land | Zeit (s) |
| ----- | ----------------------- | ---- | -------- |
| 1     | Maurice Greene          | USA  | 19,90    |
| 2     | Claudinei da Silva      | BRA  | 20,00    |
| 3     | Francis Obikwelu        | NGR  | 20,11    |
| 4     | Obadele Thompson        | BAR  | 20,23    |
| 5     | Marcin Urbaś            | POL  | 20,30    |
| 6     | Kevin Little            | USA  | 20,37    |
| 7     | Julian Golding          | GBR  | 20,48    |
| DNS   | Kareem Streete-Thompson | CAY  |          |

Finale: 27. August, 20:00 Uhr

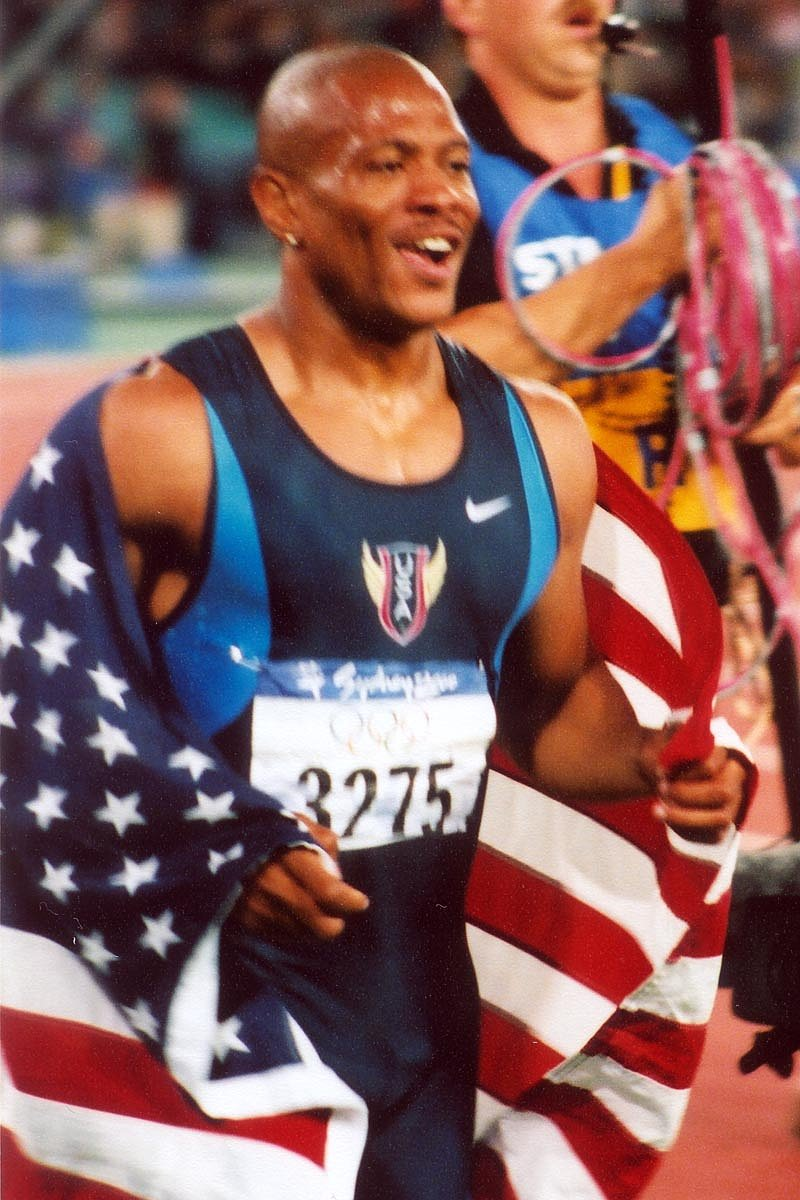
Maurice Greene, Doppelweltmeister über 100 und 200 Meter

Teilnehmer aus deutschsprachigen Ländern:

 Stefan Holz – als 15. im Halbfinale mit 21,89 s ausgeschieden

 Martin Lachkovics – als 27. in der Zwischenrunde mit 20,89 s ausgeschieden

 Sergey Osovic – als 28. in der Zwischenrunde mit 20,93 s ausgeschieden
Wind: +1,2 m/s

### 400 m
| Platz | Athlet             | Land | Zeit (s) |
| ----- | ------------------ | ---- | -------- |
| 1     | Michael Johnson    | USA  | 43,18 WR |
| 2     | Sanderlei Parrela  | BRA  | 44,29 SR |
| 3     | Alejandro Cárdenas | MEX  | 44,31 NR |
| 4     | Mark Richardson    | GBR  | 44,65    |
| 5     | Gregory Haughton   | JAM  | 45,07    |
| 6     | Jamie Baulch       | GBR  | 45,18    |
| DOP   | Jerome Young       | USA  |          |
| DOP   | Antonio Pettigrew  | USA  |          |

Finale: 26. August, 20:45 Uhr
In diesem Wettbewerb gab es zwei gedopte Athleten, in beiden Fällen handelte es sich um Läufer aus den Vereinigten Staaten:
- Antonio Pettigrew, zunächst Fünfter – Er gestand, ab 1997 Dopingmittel von Angel Heredia, einem mexikanischen Händler, bezogen zu haben, darunter Erythropoetin, auch bekannt als EPO, sowie Wachstumshormone. Daraufhin wurden ihm einige Resultate aberkannt, darunter seine beiden Ergebnisse von diesen Weltmeisterschaften.[2]
- Jerome Young, zunächst Vierter – Er hat eine längere Dopingvergangenheit aufzuweisen bis lange nach diesen Weltmeisterschaften. Nach mehreren Verstößen unter anderem mit Erythropoetin (EPO) wurden ihm 2004 zahlreiche Medaillen und Resultate – darunter auch von diesen Weltmeisterschaften – aberkannt und eine lebenslange Sperre ausgesprochen.[3]

Teilnehmer aus deutschsprachigen Ländern:

 Mathias Rusterholz – als 34. im Vorlauf mit 46,43 s ausgeschieden

### 800 m
| Platz | Athlet             | Land | Zeit (min) |
| ----- | ------------------ | ---- | ---------- |
| 1     | Wilson Kipketer    | DEN  | 1:43,30    |
| 2     | Hezekiél Sepeng    | RSA  | 1:43,32    |
| 3     | Djabir Saïd-Guerni | ALG  | 1:44,18 NR |
| 4     | Norberto Téllez    | CUB  | 1:45,03    |
| 5     | Japheth Kimutai    | KEN  | 1:45,18    |
| 6     | Andrea Longo       | ITA  | 1:45,33    |
| 7     | Kennedy Kimwetich  | KEN  | 1:46,27    |
| 8     | Nils Schumann      | GER  | 1:46,79    |

Finale: 29. August, 20:30 Uhr

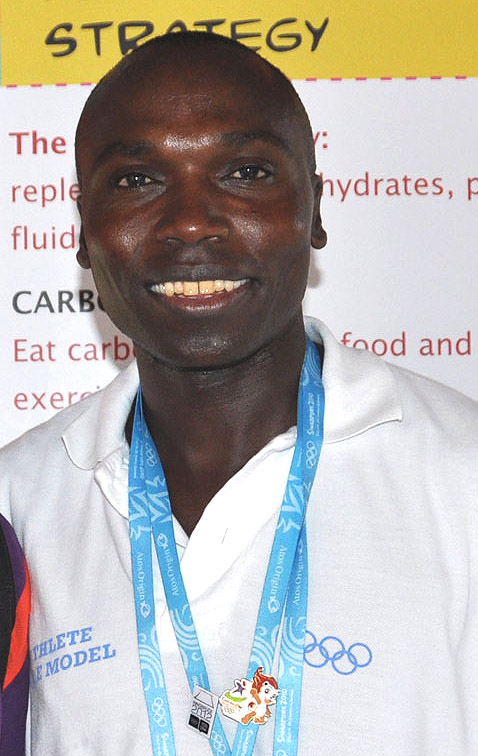
Wilson Kipketer errang seinen dritten WM-Titel in Folge

Teilnehmer aus deutschsprachigen Ländern:

 Nico Motchebon – als 18. im Halbfinale mit 1:47,17 min ausgeschieden

 André Bucher – als 19. im Halbfinale mit 1:48,07 min ausgeschieden

### 1500 m
| Platz | Athlet             | Land | Zeit (min) |
| ----- | ------------------ | ---- | ---------- |
| 1     | Hicham El Guerrouj | MAR  | 3:27,65 CR |
| 2     | Noah Ngeny         | KEN  | 3:28,73 NR |
| 3     | Reyes Estévez      | ESP  | 3:30,57    |
| 4     | Fermín Cacho       | ESP  | 3:31,34    |
| 5     | Andrés Manuel Díaz | ESP  | 3:31,83    |
| 6     | Laban Rotich       | KEN  | 3:33,32    |
| 7     | David Lelei        | KEN  | 3:33,82    |
| 8     | Driss Maazouzi     | FRA  | 3:34,02    |

Finale: 24. August, 21:10 Uhr
In diesem Wettbewerb gab es einen Dopingfall:

Mohamed Ibrahim Aden, Somalia, im Halbfinale ausgeschieden – Er wurde der Einnahme von Ephedrin überführt und disqualifiziert.
Teilnehmer aus deutschsprachigen Ländern:

 Rüdiger Stenzel – als 18. im Halbfinale mit 3:39,87 min ausgeschieden

 Dirk Heinze – als 29. im Vorlauf mit 3:43,44 min ausgeschieden

### 5000 m

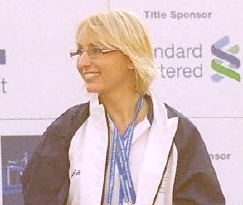
Gabriela Szabo lief zu ihrem zweiten WM-Sieg auf dieser Strecke – es blieb nicht ihr letzter Titel

| Platz | Athlet           | Land | Zeit (min)  |
| ----- | ---------------- | ---- | ----------- |
| 1     | Salah Hissou     | MAR  | 12:58,13 CR |
| 2     | Benjamin Limo    | KEN  | 12:58,72    |
| 3     | Mohammed Mourhit | BEL  | 12:58,80    |
| 4     | Brahim Lahlafi   | MAR  | 12:59,09    |
| 5     | Daniel Komen     | KEN  | 13:04,71    |
| 6     | Fita Bayisa      | ETH  | 13:13,86    |
| 7     | Hailu Mekonnen   | ETH  | 13:18,97    |
| 8     | Million Wolde    | ETH  | 13:20,81    |

Finale: 28. August, 21:30 Uhr

### 10.000 m

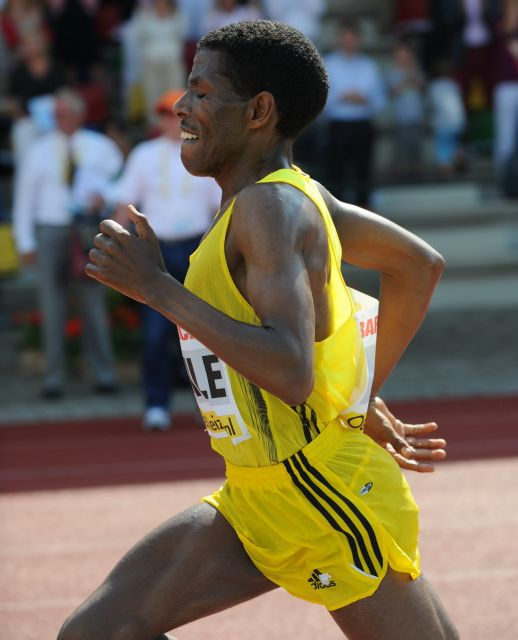
Seinen vierten und letzten WM-Erfolg erlief Haile Gebrselassie – Medaillen und ein Olympiasieg sollten allerdings noch folgen

| Platz | Athlet             | Land | Zeit (min) |
| ----- | ------------------ | ---- | ---------- |
| 1     | Haile Gebrselassie | ETH  | 27:57,27   |
| 2     | Paul Tergat        | KEN  | 27:58,56   |
| 3     | Assefa Mezgebu     | ETH  | 27:59,15   |
| 4     | Girma Tolla        | ETH  | 28:02,08   |
| 5     | António Pinto      | POR  | 28:03,42   |
| 6     | Habte Jifar        | ETH  | 28:08,82   |
| 7     | Benjamin Maiyo     | KEN  | 28:14,98   |
| 8     | Kamiel Maase       | NED  | 28:15,58   |

Datum: 24. August, 21:30 Uhr

### Marathon
| Platz | Athlet          | Land | Zeit (h) |
| ----- | --------------- | ---- | -------- |
| 1     | Abel Antón      | ESP  | 2:13:36  |
| 2     | Vincenzo Modica | ITA  | 2:14:03  |
| 3     | Nobuyuki Satō   | JPN  | 2:14:07  |
| 4     | Luís Novo       | POR  | 2:14:27  |
| 5     | Danilo Goffi    | ITA  | 2:14:50  |
| 6     | Atsushi Fujita  | JPN  | 2:15:45  |
| 7     | Kōji Shimizu    | JPN  | 2:15:50  |
| 8     | Martín Fiz      | ESP  | 2:16:17  |

Datum: 28. August, 18:45 Uhr

### 110 m Hürden

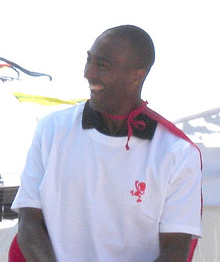
Der dreifache Europameister Colin Jackson errang nach einmal Bronze und zweimal Silber seinen zweiten WM-Titel

| Platz | Athlet              | Land | Zeit (s) |
| ----- | ------------------- | ---- | -------- |
| 1     | Colin Jackson       | GBR  | 13,04    |
| 2     | Anier García        | CUB  | 13,07 NR |
| 3     | Duane Ross          | USA  | 13,12    |
| 4     | Tony Dees           | USA  | 13,22    |
| 5     | Falk Balzer         | GER  | 13,26    |
| 6     | Yoel Hernández      | CUB  | 13,30    |
| 7     | Florian Schwarthoff | GER  | 13,39    |
| 8     | Jonathan N’Senga    | BEL  | 13,54    |

Finale: 25. August, 20:25 Uhr
Teilnehmer aus deutschsprachigen Ländern:

 Elmar Lichtenegger – als 13. im Halbfinale mit 13,52 s ausgeschieden
 Ralf Leberer – als 18. im Viertelfinale mit 13,54 s ausgeschieden

### 400 m Hürden
| Platz | Athlet             | Land | Zeit (s) |
| ----- | ------------------ | ---- | -------- |
| 1     | Fabrizio Mori      | ITA  | 47,72 WL |
| 2     | Stéphane Diagana   | FRA  | 48,12    |
| 3     | Marcel Schelbert   | SUI  | 48,13 NR |
| 4     | Eronilde de Araújo | BRA  | 48,13    |
| 5     | Paweł Januszewski  | POL  | 48,19    |
| 6     | Joey Woody         | USA  | 48,77    |
| 7     | Dinsdale Morgan    | JAM  | 48,92    |
| 8     | Torrance Zellner   | USA  | 49,06    |

Finale: 27. August, 21:00 Uhr
Teilnehmer aus deutschsprachigen Ländern:

 Thomas Goller – als 15. im Halbfinale mit 49,89 s ausgeschieden

### 3000 m Hindernis
| Platz | Athlet               | Land | Zeit (min) |
| ----- | -------------------- | ---- | ---------- |
| 1     | Christopher Koskei   | KEN  | 8:11,76    |
| 2     | Wilson Boit Kipketer | KEN  | 8:12,09    |
| 3     | Ali Ezzine           | MAR  | 8:12,73    |
| 4     | Damian Kallabis      | GER  | 8:13,11    |
| 5     | Bernard Barmasai     | KEN  | 8:13,51    |
| 6     | Eliseo Martín        | ESP  | 8:16,09    |
| 7     | Paul Malakwen Kosgei | KEN  | 8:17,55    |
| 8     | Florin Ionescu       | ROM  | 8:18,17    |

Finale: 23. August, 21:10 Uhr
Teilnehmer aus deutschsprachigen Ländern:

 Günther Weidlinger – 9. im Finale mit 8:19,02 min

 Michael Buchleitner – als 15. im Vorlauf mit 8:20,04 min ausgeschieden

 André Green – als 17. im Vorlauf mit 8:21,87 min ausgeschieden

 Christian Belz – als 22. im Vorlauf mit 8:29,19 min ausgeschieden

 Christian Knoblich – als 28. im Vorlauf mit 8:33,03 min ausgeschieden

### 4 × 100 m Staffel
| Platz | Land           | Athleten                                                                                                 | Zeit (s) |
| ----- | -------------- | --- | -------- |
| 1     | USA            | Jon Drummond Tim Montgomery Brian Lewis Maurice Greene                                                   | 37,59 WL |
| 2     | Großbritannien | Jason Gardener Darren Campbell Marlon Devonish (Finale) Dwain Chambers im Vorlauf außerdem: Allyn Condon | 37,73 ER |
| 3     | Brasilien      | Raphael de Oliveira Claudinei da Silva Édson Ribeiro André da Silva                                      | 38,05 SR |
| 4     | Kuba           | Alfredo García-Baró Iván García Luis Alberto Pérez-Rionda Yoel Hernández                                 | 38,63    |
| 5     | Polen          | Marcin Krzywański Marcin Urbaś Piotr Balcerzak Marcin Nowak                                              | 38,70    |
| 6     | Südafrika      | Morne Nagel Marcus La Grange Lee-Roy Newton Mathew Quinn                                                 | 38,74 NR |
| 7     | Ungarn         | Viktor Kovács Gábor Dobos Roland Németh Zsolt Szeglet (Finale) im Vorlauf außerdem: Miklos Gyulai        | 38,83    |
| DOP   | Nigeria        | Innocent Asonze (Finale) Francis Obikwelu Daniel Effiong Deji Aliu im Vorlauf außerdem: Sunday Emmanuel  |          |

Finale: 29. August, 19:50 Uhr
Doping:

An der ursprünglich erlaufenen Bronzemedaille der nigerianischen Staffel war der auch über 100 Meter disqualifizierte Innocent Asonze beteiligt. Er hatte im Juni 1999 einen Dopingtest versäumt. Daraufhin wurden ihm seine Resultate von diesen Weltmeisterschaften aberkannt und das Team aus Nigeria verlor die Medaille.
Deutschsprachige Teilnehmer:
 Deutschland (mit Marc Blume, Christian Schacht, Holger Blume, Michael Huke) – als 10. im Vorlauf mit 38,84 s ausgeschieden

### 4 × 400 m Staffel
| Platz | Land       | Athleten | Zeit (min) |
| ----- | ---------- | --- | ---------- |
| 1     | Polen      | Tomasz Czubak (Finale) Robert Maćkowiak Jacek Bocian Piotr Haczek im Vorlauf außerdem: Piotr Długosielski                     | 2:58,91    |
| 2     | Jamaika    | Michael McDonald Gregory Haughton (Finale) Danny McFarlane (Finale) Davian Clarke im Vorlauf außerdem: Paxton Coke Omar Brown | 2:59,34    |
| 3     | Südafrika  | Jopie van Oudtshoorn Hendrik Mokganyetsi Adriaan Botha Arnaud Malherbe                                                        | 3:00,20 NR |
| 4     | Frankreich | Pierre-Marie Hilaire Marc Foucan Marc Raquil Fred Mango                                                                       | 3:00,59    |
| 5     | Russland   | Daniil Schekin Andrei Semjonow Walentin Kulbazki Dmitri Golowastow                                                            | 3:00,98    |
| 6     | Bahamas    | Timothy Munnings Troy McIntosh Carl Oliver Chris Brown                                                                        | 3:02,74    |
| 7     | Senegal    | Ousmane Niang Assane Diallo (Finale) Ibou Faye Ibrahima Wade im Vorlauf außerdem: Babacar SallAlpha                           | 3:03,80    |
| DOP   | USA        | Jerome Davis Antonio Pettigrew (Finale) Angelo Taylor Michael Johnson (Finale) im Vorlauf außerdem: Joey Woody Danny McCray   |            |

Finale: 29. August, 21:10 Uhr
Doping:

Das zunächst siegreiche Team der USA wurde nachträglich disqualifiziert. Antonio Pettigrew, Mitglied der Staffel, gestand später, ab 1997 Dopingmittel von Angel Heredia, einem mexikanischen Händler, bezogen zu haben, darunter Erythropoetin, auch bekannt als EPO, sowie Wachstumshormone. Daraufhin wurden ihm einige Resultate aberkannt, darunter seine beiden Ergebnisse über 400 Meter und 4 × 400 m von diesen Weltmeisterschaften. Die Goldmedaille musste zurückgegeben werden.
Deutschsprachige Teilnehmer:

 Schweiz (mit Laurent Clerc, Mathias Rusterholz, Alain Rohr, Marcel Schelbert) – als 10. im Vorlauf mit 3:02,46 min ausgeschieden

 Deutschland (mit Maik Liebe, Marco Krause, Ruwen Faller, Thomas Goller) – als 12. im Vorlauf mit 3:02,68 min ausgeschieden

### 20 km Gehen

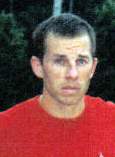
Gold für den Olympiazweiten von 1996 und amtierenden Europameister Ilja Markow

| Platz | Athlet                 | Land | Zeit (h) |
| ----- | ---------------------- | ---- | -------- |
| 1     | Ilja Markow            | RUS  | 1:23:34  |
| 2     | Jefferson Pérez        | ECU  | 1:24:19  |
| 3     | Daniel García          | MEX  | 1:24:31  |
| 4     | Li Zewen               | CHN  | 1:24:43  |
| 5     | Alessandro Gandellini  | ITA  | 1:24:51  |
| 6     | Igor Kollár            | SVK  | 1:25:15  |
| 7     | Nathan Deakes          | AUS  | 1:25:26  |
| 8     | Giovanni De Benedictis | ITA  | 1:25:33  |

Datum: 21. August, 18:45 Uhr
Teilnehmer aus deutschsprachigen Ländern:

 Andreas Erm – den Wettbewerb nicht beendet

### 50 km Gehen
| Platz | Athlet            | Land | Zeit (h) |
| ----- | ----------------- | ---- | -------- |
| 1     | Ivano Brugnetti   | ITA  | 3:47:54  |
| 2     | Nikolai Matjuchin | RUS  | 3:48:18  |
| 3     | Curt Clausen      | USA  | 3:50:55  |
| 4     | Valentí Massana   | ESP  | 3:51:55  |
| 5     | Robert Ihly       | GER  | 3:53:47  |
| 6     | Arturo Di Mezza   | ITA  | 3:53:50  |
| 7     | Craig Barrett     | NZL  | 3:54:38  |
| 8     | Yang Yongjian     | CHN  | 3:55:23  |

Datum: 25. August, 07:45 Uhr
In diesem Wettbewerb gab es einen Dopingfall:

Der ursprüngliche Sieger German Skurygin aus Russland wurde nachträglich wegen der Verwendung von Gonadotropinen disqualifiziert und für zwei Jahre gesperrt.
Teilnehmer aus deutschsprachigen Ländern:

 Denis Franke – 24. in 4:10:16 h

 Denis Trautmann – disqualifiziert

### Hochsprung
| Platz | Athlet               | Land | Höhe (m) |
| ----- | -------------------- | ---- | -------- |
| 1     | Wjatscheslaw Woronin | RUS  | 2,37 WL  |
| 2     | Mark Boswell         | CAN  | 2,35 NR  |
| 3     | Martin Buß           | GER  | 2,32     |
| 4     | Dragutin Topić       | YUG  | 2,32     |
| 5     | Staffan Strand       | SWE  | 2,29     |
| 6     | Kwaku Boateng        | CAN  | 2,29     |
| 6     | Lee Jin-taek         | KOR  | 2,29     |
| 8     | Charles Austin       | USA  | 2,29     |
| 8     | Brendan Reilly       | IRL  | 2,29 NR  |

Finale: 23. August, 19:25 Uhr

### Stabhochsprung
| Platz | Athlet             | Land | Höhe (m) |
| ----- | ------------------ | ---- | -------- |
| 1     | Maxim Tarassow     | RUS  | 6,02 CR  |
| 2     | Dmitri Markov      | AUS  | 5,90 OZ  |
| 3     | Alexander Awerbuch | ISR  | 5,80 NR  |
| 4     | Danny Ecker        | GER  | 5,70     |
| 4     | Nick Hysong        | USA  | 5,70     |
| 6     | Tim Lobinger       | GER  | 5,70     |
| 7     | Michael Stolle     | GER  | 5,70     |
| 7     | Igor Potapowitsch  | KAZ  | 5,70     |

Finale: 26. August, 19:10 Uhr

### Weitsprung

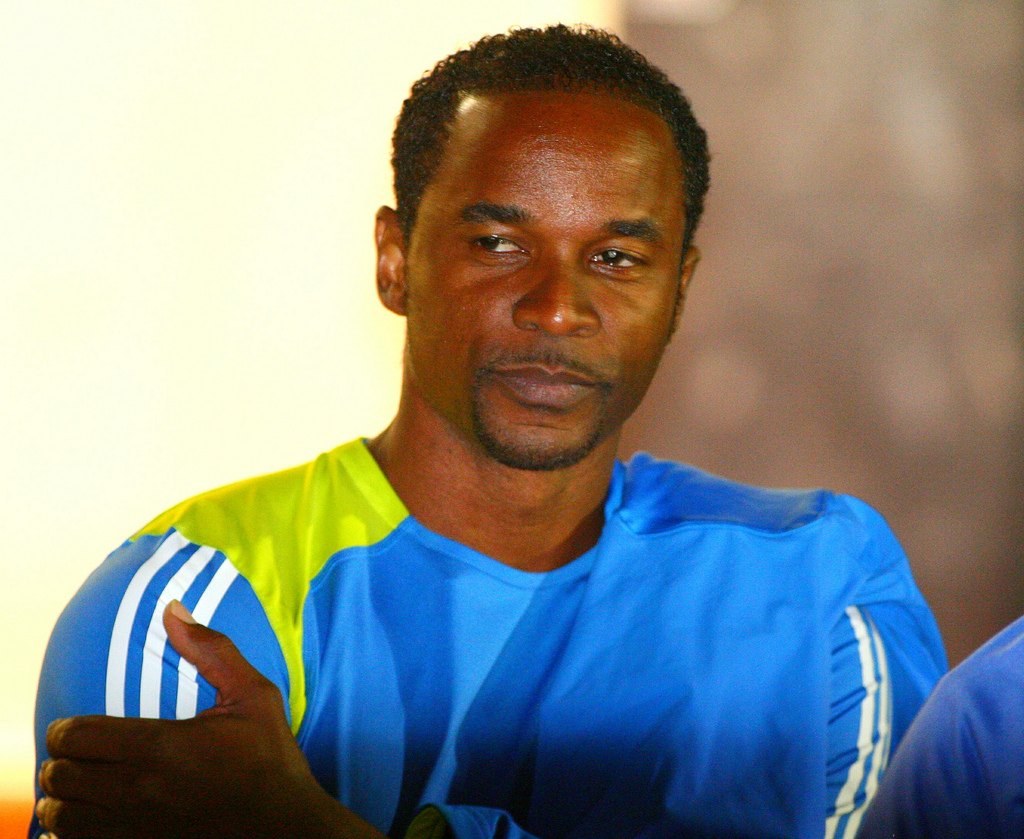
Mit Iván Pedroso gewann der dominierende Weitspringer dieser Jahre den Wettbewerb zum dritten Mal in Folge

| Platz | Athlet         | Land | Weite (m) |
| ----- | -------------- | ---- | --------- |
| 1     | Iván Pedroso   | CUB  | 8,56      |
| 2     | Yago Lamela    | ESP  | 8,40      |
| 3     | Gregor Cankar  | SLO  | 8,36      |
| 4     | Jai Taurima    | AUS  | 8,35 OZ   |
| 5     | Shane Hair     | AUS  | 8,24      |
| 6     | Huang Le       | CHN  | 8,01      |
| 7     | Kevin Dilworth | USA  | 8,00      |
| 8     | Younès Moudrik | MAR  | 7,99      |

Finale: 28. August, 19:05 Uhr
Deutschsprachige Teilnehmer:

 Kofi Amoah Prah – als 17. mit 7,86 m in der Qualifikation ausgeschieden

 Konstantin Krause – als 35. mit 7,61 m in der Qualifikation ausgeschieden

### Dreisprung
| Platz | Athlet             | Land | Weite (m) |
| ----- | ------------------ | ---- | --------- |
| 1     | Charles Friedek    | GER  | 17,59 WL  |
| 2     | Rostislaw Dimitrow | BUL  | 17,49     |
| 3     | Jonathan Edwards   | GBR  | 17,48     |
| 4     | Andrew Murphy      | AUS  | 17,32     |
| 5     | Paolo Camossi      | ITA  | 17,29 NR  |
| 6     | LaMark Carter      | USA  | 17,10     |
| 7     | Jérôme Romain      | FRA  | 17,10     |
| 8     | Jirí Kuntoš        | CZE  | 17,00     |

Finale: 25. August, 20:05 Uhr

### Kugelstoßen
| Platz | Athlet             | Land | Weite (m) |
| ----- | ------------------ | ---- | --------- |
| 1     | Cottrell J. Hunter | USA  | 21,79     |
| 2     | Oliver-Sven Buder  | GER  | 21,42     |
| 3     | Oleksandr Bahatsch | UKR  | 21,26     |
| 4     | Andy Bloom         | USA  | 20,95     |
| 5     | Jurij Bilonoh      | UKR  | 20,60     |
| 6     | Dragan Perić       | YUG  | 20,35     |
| 7     | John Godina        | USA  | 20,35     |
| 8     | Ville Tiisanoja    | FIN  | 19,93     |

Finale: 21. August, 19:50 Uhr
Deutschsprachige Teilnehmer:

 Gunnar Pfingsten – als 17. mit 19,47 m in der Qualifikation ausgeschieden

 Michael Mertens – als 19. mit 19,37 m in der Qualifikation ausgeschieden

### Diskuswurf

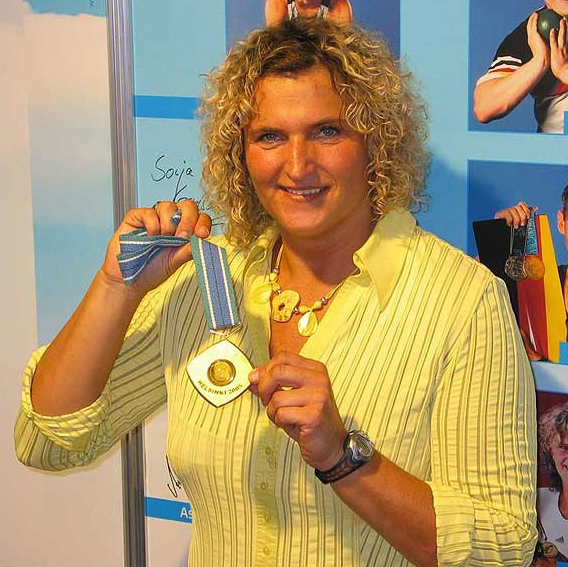
Franka Dietzsch errang nach dem EM-Sieg im Vorjahr auch den WM-Titel

| Platz | Athlet                    | Land | Weite (m) |
| ----- | ------------------------- | ---- | --------- |
| 1     | Anthony Washington        | USA  | 69,08 CR  |
| 2     | Jürgen Schult             | GER  | 68,18     |
| 3     | Lars Riedel               | GER  | 68,09     |
| 4     | Virgilijus Alekna         | LTU  | 67,53     |
| 5     | Vaclavas Kidykas          | LTU  | 65,05     |
| 6     | Michael Möllenbeck        | GER  | 64,90     |
| 7     | Uladsimir Dubrouschtschyk | BLR  | 64,00     |
| 8     | Alexander Boritschewski   | RUS  | 63,59     |

Finale: 24. August, 20:30 Uhr

### Hammerwurf

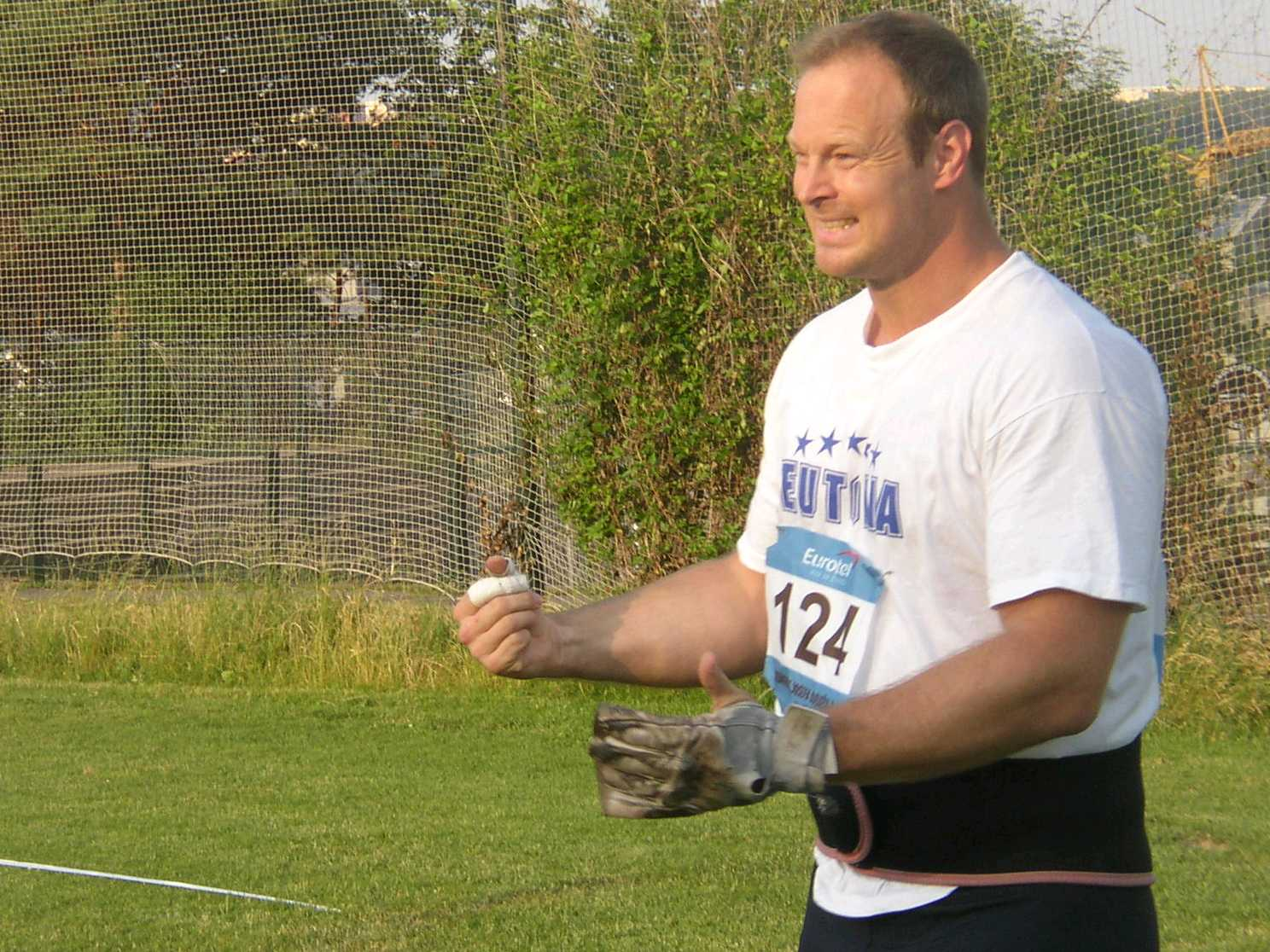
Karsten Kobs – im Vorjahr EM-Dritter und nun Weltmeister

| Platz | Athlet                | Land | Weite (m) |
| ----- | --------------------- | ---- | --------- |
| 1     | Karsten Kobs          | GER  | 80,24     |
| 2     | Zsolt Németh          | HUN  | 79,05     |
| 3     | Wladyslaw Piskunow    | UKR  | 79,03     |
| 4     | Tibor Gécsek          | HUN  | 78,95     |
| 5     | Andrij Skwaruk        | UKR  | 78,80     |
| 6     | Christos Polychroniou | GRE  | 78,31     |
| 7     | Nicola Vizzoni        | ITA  | 78,31     |
| 8     | Wadim Chersonzew      | RUS  | 76,96     |

Finale: 22. August, 21:45 Uhr
Deutschsprachige Teilnehmer:

 Heinz Weis – als 18. mit 74,71 m in der Qualifikation ausgeschieden

 Holger Klose – ohne Weite in der Qualifikation ausgeschieden

### Speerwurf
| Platz | Athlet                  | Land | Weite (m) |
| ----- | ----------------------- | ---- | --------- |
| 1     | Aki Parviainen          | FIN  | 89,52     |
| 2     | Konstandinos Gatsioudis | GRE  | 89,18     |
| 3     | Jan Železný             | CZE  | 87,67     |
| 4     | Pål Arne Fagernes       | NOR  | 86,24 NR  |
| 5     | Raymond Hecht           | GER  | 85,92     |
| 6     | Boris Henry             | GER  | 85,43     |
| 7     | Emeterio González       | CUB  | 84,32 NR  |
| 8     | Steve Backley           | GBR  | 83,84     |

Finale: 29. August, 18:55 Uhr
Deutschsprachige Teilnehmer:

 Peter Blank – als 13. mit 80,89 m in der Qualifikation ausgeschieden

 Gregor Högler – als 23. mit 75,94 m in der Qualifikation ausgeschieden

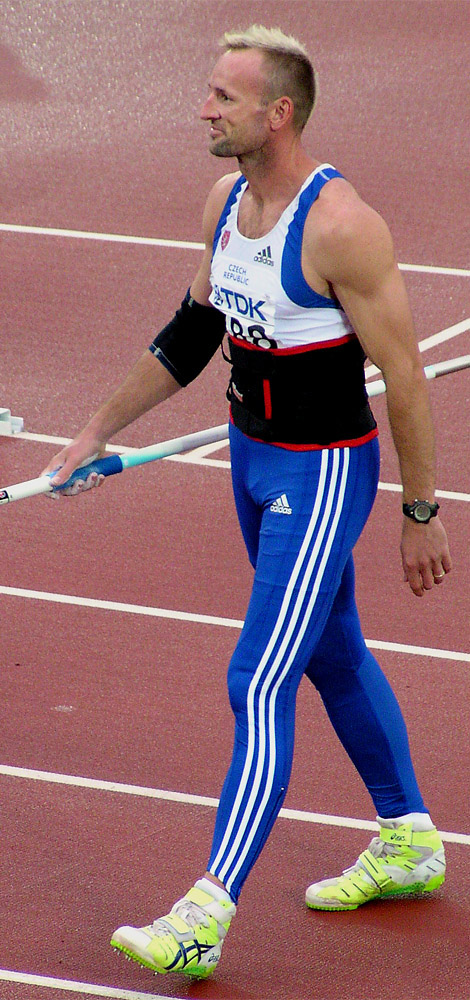
Zu seinem zweiten von drei WM-Siegen kam Tomáš Dvořák

### Zehnkampf
| Platz | Athlet            | Land | Punkte |
| ----- | ----------------- | ---- | ------ |
| 1     | Tomáš Dvořák      | CZE  | 8744   |
| 2     | Dean Macey        | GBR  | 8556   |
| 3     | Chris Huffins     | USA  | 8547   |
| 4     | Sébastien Levicq  | FRA  | 8524   |
| 5     | Lew Lobodin       | RUS  | 8494   |
| 6     | Wilfrid Boulineau | FRA  | 8154   |
| 7     | Henrik Dagård     | SWE  | 8150   |
| 8     | Dan Steele        | USA  | 8130   |

Datum: 24. und 25. August
Deutschsprachige Teilnehmer:

 David Mewes – 9. mit 8.089 Pkt.

 Klaus Isekenmeier – nach dem Hochsprung ausgestiegen

 Thomas Tebbich – nach dem Kugelstoßen ausgestiegen

 Frank Busemann – nach dem Weitsprung ausgestiegen

## Resultate Frauen

### 100 m
| Platz | Athletin               | Land | Zeit (s) |
| ----- | ---------------------- | ---- | -------- |
| 1     | Marion Jones           | USA  | 10,70 CR |
| 2     | Inger Miller           | USA  | 10,79    |
| 3     | Ekaterini Thanou       | GRE  | 10,84    |
| 4     | Schanna Pintussewytsch | UKR  | 10,95    |
| 5     | Gail Devers            | USA  | 10,95    |
| 6     | Christine Arron        | FRA  | 10,97    |
| 7     | Chandra Sturrup        | BAH  | 11,06    |
| 8     | Mercy Nku              | NGR  | 11,16    |

Finale: 22. August, 21:00 Uhr
Wind: −0,1 m/s
Deutschsprachige Teilnehmer:

 Andrea Philipp – als 13. mit 11,27 s im Halbfinale ausgeschieden

 Marion Wagner – als 26. mit 11,51 s in der Zwischenrunde ausgeschieden

 Gabi Rockmeier – als 36. mit 11,62 s im Vorlauf ausgeschieden

### 200 m
| Platz | Athletin         | Land | Zeit (s) |
| ----- | ---------------- | ---- | -------- |
| 1     | Inger Miller     | USA  | 21,77 WL |
| 2     | Beverly McDonald | JAM  | 22,22    |
| 3     | Merlene Frazer   | JAM  | 22,26    |
| 3     | Andrea Philipp   | GER  | 22,26    |
| 5     | Debbie Ferguson  | BAH  | 22,28    |
| 6     | Fatima Yusuf     | NGR  | 22,42    |
| 7     | Lauren Hewitt    | AUS  | 22,53    |
| 8     | Juliet Campbell  | JAM  | 22,64    |

Finale: 27. August, 19:45 Uhr
Wind: +0,6 m/s

### 400 m

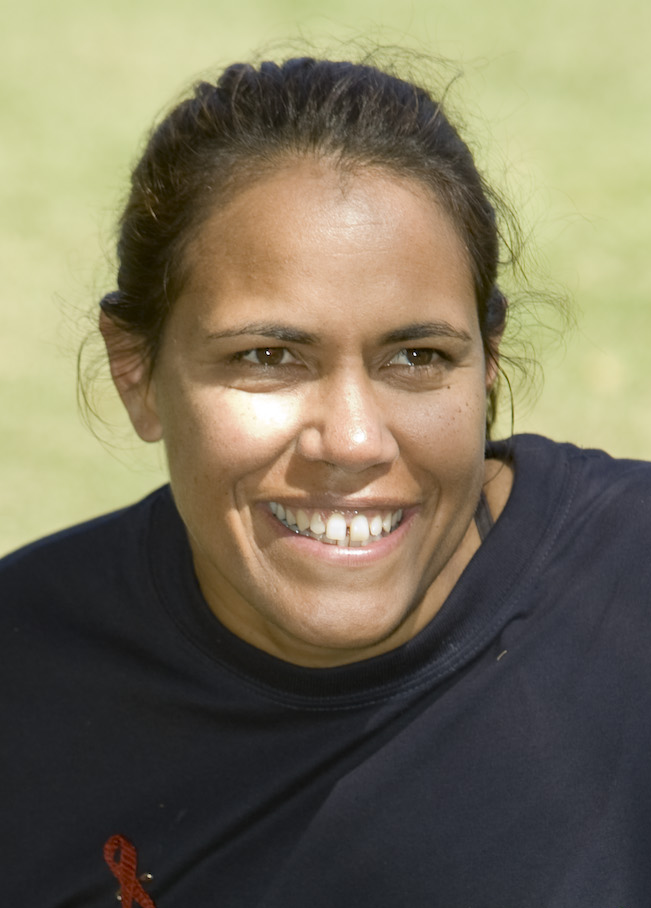
Cathy Freeman verteidigte ihren Titel erfolgreich und wurde im Jahr darauf Olympiasiegerin

| Platz | Athletin         | Land | Zeit (s) |
| ----- | ---------------- | ---- | -------- |
| 1     | Cathy Freeman    | AUS  | 49,67    |
| 2     | Anja Rücker      | GER  | 49,74    |
| 3     | Lorraine Graham  | JAM  | 49,92    |
| 4     | Falilat Ogunkoya | NGR  | 50,03    |
| 5     | Katharine Merry  | GBR  | 50,52    |
| 6     | Natalja Nasarowa | RUS  | 50,61    |
| 7     | Grit Breuer      | GER  | 50,67    |
| 8     | Olga Kotljarowa  | RUS  | 50,72    |

Finale: 26. August, 20:30 Uhr

### 800 m
| Platz | Athletin               | Land | Zeit (min) |
| ----- | ---------------------- | ---- | ---------- |
| 1     | Ludmila Formanová      | CZE  | 1:56,68    |
| 2     | Maria de Lurdes Mutola | MOZ  | 1:56,72    |
| 3     | Swetlana Masterkowa    | RUS  | 1:56,93    |
| 4     | Jearl Miles Clark      | USA  | 1:57,40    |
| 5     | Natalja Zyganowa       | RUS  | 1:57,81    |
| 6     | Natalja Gorelowa       | RUS  | 1:57,90    |
| 7     | Stephanie Graf         | AUT  | 1:57,92    |
| 8     | Natallja Duchnowa      | BLR  | 1:58,69    |

Finale: 24. August, 21:00 Uhr

### 1500 m
| Platz | Athletin            | Land | Zeit (min) |
| ----- | ------------------- | ---- | ---------- |
| 1     | Swetlana Masterkowa | RUS  | 3:59,53    |
| 2     | Regina Jacobs       | USA  | 4:00,35    |
| 3     | Kutre Dulecha       | ETH  | 4:00,96    |
| 4     | Violeta Szekely     | ROM  | 4:00,98    |
| 5     | Carla Sacramento    | POR  | 4:01,29    |
| 6     | Elena Buhăianu      | ROM  | 4:04,27    |
| 7     | Anna Jakubczak      | POL  | 4:04,40    |
| 8     | Ana Amelia Menéndez | ESP  | 4:04,72    |

Finale: 29. August, 20:10 Uhr

### 5000 m
| Platz | Athletin           | Land | Zeit (min)  |
| ----- | ------------------ | ---- | ----------- |
| 1     | Gabriela Szabo     | ROM  | 14:41,82 CR |
| 2     | Zahra Ouaziz       | MAR  | 14:43,15    |
| 3     | Ayelech Worku      | ETH  | 14:44,22    |
| 4     | Irina Mikitenko    | GER  | 14:50,17 DR |
| 5     | Ebru Kavaklıoğlu   | TUR  | 14:51,69 NR |
| 6     | Julia Vaquero      | ESP  | 14:56,00    |
| 7     | Marija Pantjuchowa | RUS  | 14:58,60    |
| 8     | Yamna Belkacem     | FRA  | 15:03,47 NR |

Finale: 27. August, 21:15 Uhr

### 10.000 m
| Platz | Athletin         | Land | Zeit (min)  |
| ----- | ---------------- | ---- | ----------- |
| 1     | Gete Wami        | ETH  | 30:24,56 CR |
| 2     | Paula Radcliffe  | GBR  | 30:27,13 NR |
| 3     | Tegla Loroupe    | KEN  | 30:32,03 NR |
| 4     | Harumi Hiroyama  | JPN  | 31:26,84    |
| 5     | Chiemi Takahashi | JPN  | 31:27,62    |
| 6     | Merima Hashim    | ETH  | 31:32,06    |
| 7     | Berhane Adere    | ETH  | 31:32,51    |
| 8     | Teresa Recio     | ESP  | 31:43,80    |

Finale: 26. August, 21:00 Uhr

### Marathon
| Platz | Athletin              | Land | Zeit (h)   |
| ----- | --------------------- | ---- | ---------- |
| 1     | Jong Song-ok          | PRK  | 2:26:59 NB |
| 2     | Ari Ichihashi         | JPN  | 2:27:02    |
| 3     | Lidia Șimon           | ROM  | 2:27:41    |
| 4     | Fatuma Roba           | ETH  | 2:28:04    |
| 5     | Elfenesh Alemu        | ETH  | 2:28:52    |
| 6     | Sonja Oberem          | GER  | 2:28:55    |
| 7     | Maria Manuela Machado | POR  | 2:29:11    |
| 8     | Kayoko Obata          | JPN  | 2:29:11    |

Datum: 29. August, 9:05 Uhr

#### Marathon-Cup
| Platz | Land        | Athletinnen                                       | Zeit (h) |
| ----- | ----------- | ------------------------------------------------- | -------- |
| 1     | Japan       | Ari Ichihashi Kayoko Obata Junko Asari            | 7:27:52  |
| 2     | Rumänien    | Lidia Șimon Florina Pană Constantina Diță         | 7:34:37  |
| 3     | Deutschland | Sonja Krolik Claudia Dreher Manuela Veith         | 7:45:41  |
| 4     | Äthiopien   | Fatuma Roba Elfenesh Alemu Gadissie Edatto        | 7:36:59  |
| 5     | Spanien     | Ana Isabel Alonso Mónica Pont Angelines Rodríguez | 7:48:45  |
| 6     | USA         | Marie Boyd Maria Trujillo Mary Lynn Currier       | 8:18:57  |

Datum: 10. August, 08:05 Uhr
Im Marathonlauf gab es zusätzlich auch eine Teamwertung. Es waren fünf Läuferinnen je Nation zugelassen, für die Wertung wurden die Zeiten der jeweils besten drei addiert. Der Wettbewerb zählte allerdings nicht zum offiziellen Medaillenspiegel.

### 100 m Hürden
| Platz | Athletin               | Land | Zeit (s) |
| ----- | ---------------------- | ---- | -------- |
| 1     | Gail Devers            | USA  | 12,37 WL |
| 2     | Glory Alozie           | NGR  | 12,44 AF |
| 3     | Ludmila Engquist       | SWE  | 12,47 NR |
| 4     | Olga Schischigina      | KAZ  | 12,51    |
| 5     | Swetla Pischtikowa     | BUL  | 12,75    |
| 6     | Dionne Rose            | JAM  | 12,80    |
| 7     | Delloreen Ennis-London | JAM  | 12,87    |
| 8     | Patricia Girard        | FRA  | 12,97    |

Finale: 28. August, 20:05 Uhr
Wind: +0,7 m/s

### 400 m Hürden
| Platz | Athletin              | Land | Zeit (s) |
| ----- | --------------------- | ---- | -------- |
| 1     | Daimí Pernía          | CUB  | 52,89 WL |
| 2     | Nezha Bidouane        | MAR  | 52,90 AF |
| 3     | Deon Hemmings         | JAM  | 53,16    |
| 4     | Andrea Blackett       | BAR  | 53,36 NR |
| 5     | Sandra Glover         | USA  | 53,65    |
| 6     | Michelle Johnson      | USA  | 54,23    |
| 7     | Tetjana Tereschtschuk | UKR  | 54,33    |
| 8     | Debbie-Ann Parris     | JAM  | 56,24    |

Finale: 25. August, 20:45 Uhr

### 4 × 100 m Staffel
| Platz | Land           | Athletinnen | Zeit (s) |
| ----- | -------------- | --- | -------- |
| 1     | Bahamas        | Savatheda Fynes Chandra Sturrup Pauline Davis-Thompson Debbie Ferguson (Finale) im Vorlauf außerdem: Eldece Clarke-Lewis | 41,92 WL |
| 2     | Frankreich     | Patricia Girard (Finale) Muriel Hurtis Katia Benth Christine Arron im Vorlauf außerdem: Fabé Dia                         | 42,06 NR |
| 3     | Jamaika        | Aleen Bailey Merlene Frazer Beverly McDonald Peta-Gaye Dowdie                                                            | 42,15    |
| 4     | USA            | Cheryl Taplin Nanceen Perry Inger Miller Gail Devers                                                                     | 42,30    |
| 5     | Deutschland    | Andrea Philipp Gabi Rockmeier Esther Möller Marion Wagner                                                                | 42,63    |
| 6     | Kanada         | Angela Bailey Philomina Mensah Tarama Perry Martha Adusei                                                                | 43,39    |
| 7     | Polen          | Zuzanna Radecka Irena Sznajder (Finale) Monika Borejza Joanna Nielacna im Vorlauf außerdem: Marzena Pawlak               | 43,51    |
| 8     | Großbritannien | Marcia Richardson Shani Anderson Christine Bloomfield Joice Maduaka                                                      | 43,52    |

Finale: 29. August, 19:30 Uhr

### 4 × 400 m Staffel
| Platz | Land        | Athletinnen | Zeit (min) |
| ----- | ----------- | --- | ---------- |
| 1     | Russland    | Tatjana Tschebykina Swetlana Gontscharenko Olga Kotljarowa (Finale) Natalja Nasarowa (Finale) im Vorlauf außerdem: Natalja Scharowa Jekaterina Bachwalowa | 3:21,98 WL |
| 2     | USA         | Suziann Reid Maicel Malone-Wallace Michelle Collins Jearl Miles Clark (Finale) im Vorlauf außerdem: Andrea Anderson                                       | 3:22,09    |
| 3     | Deutschland | Anke Feller Uta Rohländer Anja Rücker Grit Breuer (Finale) im Vorlauf außerdem: Anja Knippel                                                              | 3:22,43    |
| 4     | Tschechien  | Jitka Burianová Hana Benešová Ludmila Formanová Helena Fuchsová                                                                                           | 3:23,82    |
| 5     | Jamaika     | Beverly Grant Lorraine Graham (Finale) Claudine Williams Deon Hemmings (Finale) im Vorlauf außerdem: Charmaine Howell Tracey Barnes                       | 3:24,83    |
| 6     | Australien  | Tania van Heer (Finale) Lee Naylor Susan Andrews Cathy Freeman im Vorlauf außerdem: Tamsyn Lewis                                                          | 3:28,04    |
| 7     | Kuba        | Julia Duporty Zulia Calatayud Yupalis Diaz Idalmis Bonne                                                                                                  | 3:29,19    |
| 8     | Italien     | Virna De Angeli Patrizia Spuri Francesca Carbone (Finale) Monika Niederstätter im Vorlauf außerdem: Danielle Perpoli                                      | 3:29,56    |

Finale: 29. August, 20:50 Uhr
In diesem Wettbewerb gab es einen Dopingfall:

Die Staffel Liberias, die im Vorlauf – zunächst mit Landesrekord – ausgeschieden war, wurde wegen Dopingmissbrauchs ihrer Schlussläuferin Hannah Cooper disqualifiziert.

### 20 km Gehen
| Platz | Athletin          | Land | Zeit (h) |
| ----- | ----------------- | ---- | -------- |
| 1     | Liu Hongyu        | CHN  | 1:30,50  |
| 2     | Wang Yan          | CHN  | 1:30:52  |
| 3     | Kerry Saxby-Junna | AUS  | 1:31,18  |
| 4     | Susana Feitor     | POR  | 1:31:23  |
| 5     | Katarzyna Radtke  | POL  | 1:31:34  |
| 6     | Erica Alfridi     | ITA  | 1:32:04  |
| 7     | Jane Saville      | AUS  | 1:32:13  |
| 8     | Maja Sasonowa     | KAZ  | 1:32:19  |

Datum: 27. August, 18:50 Uhr

### Hochsprung
| Platz | Athletin            | Land | Höhe (m) |
| ----- | ------------------- | ---- | -------- |
| 1     | Inha Babakowa       | UKR  | 1,99     |
| 2     | Jelena Jelessina    | RUS  | 1,99     |
| 3     | Swetlana Lapina     | RUS  | 1,99     |
| 4     | Tisha Waller        | USA  | 1,96     |
| 4     | Kajsa Bergqvist     | SWE  | 1,96     |
| 4     | Zuzana Hlavoňová    | CZE  | 1,96     |
| 7     | Wita Stjopina       | UKR  | 1,96     |
| 8     | Swetlana Salewskaja | KAZ  | 1,93     |

Finale: 29. August, 18:45 Uhr

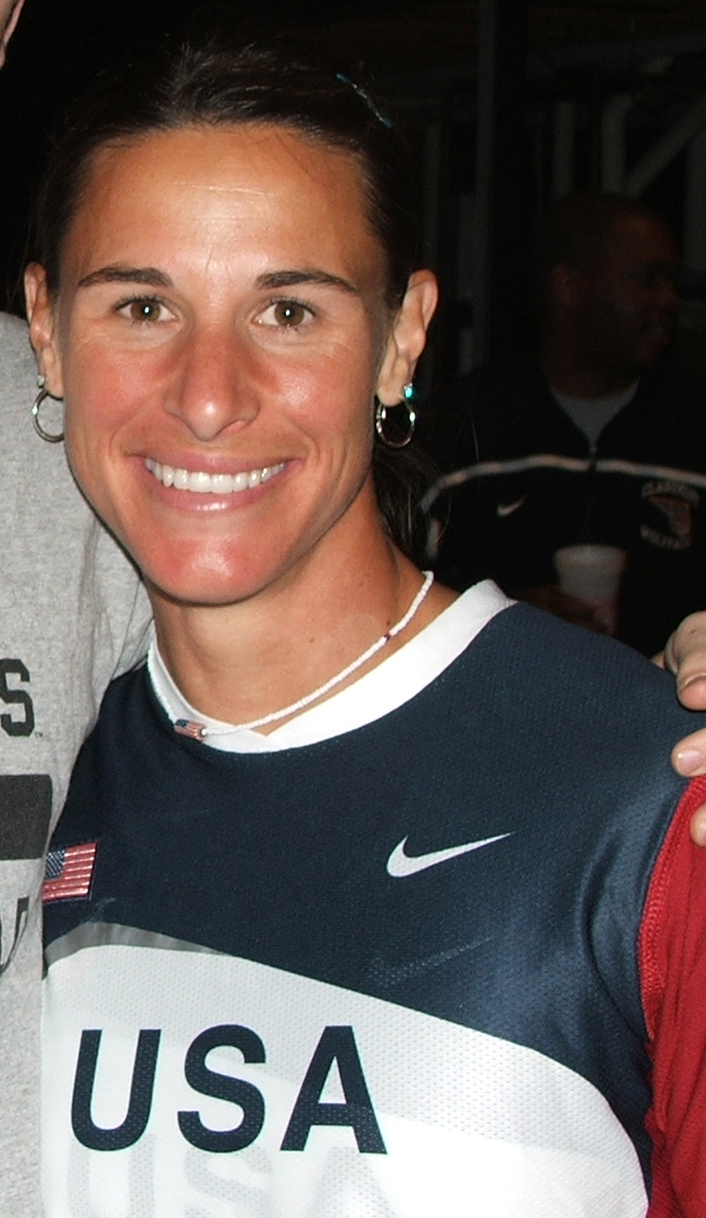
Stacy Dragila wurde die erste Weltmeisterin im Stabhochsprung

### Stabhochsprung
| Platz | Athletin             | Land | Höhe (m) |
| ----- | -------------------- | ---- | -------- |
| 1     | Stacy Dragila        | USA  | 4,60 WRe |
| 2     | Anschela Balachonowa | UKR  | 4,55 ERe |
| 3     | Tatiana Grigorieva   | AUS  | 4,45     |
| 4     | Zsuzsanna Szabó      | HUN  | 4,40 NR  |
| 5     | Nicole Humbert       | GER  | 4,40     |
| 6     | Pavla Hamáčková      | CZE  | 4,40     |
| 6     | Daniela Bártová      | CZE  | 4,40     |
| 8     | Jelena Beljakowa     | RUS  | 4,35     |

Datum: 21. August, 19:05 Uhr

### Weitsprung
| Platz | Athletin           | Land | Weite (m) |
| ----- | ------------------ | ---- | --------- |
| 1     | Niurka Montalvo    | ESP  | 7,06 NR   |
| 2     | Fiona May          | ITA  | 6,94      |
| 3     | Marion Jones       | USA  | 6,83      |
| 4     | Ljudmila Galkina   | RUS  | 6,82      |
| 5     | Joanne Wise        | GBR  | 6,75      |
| 6     | Dawn Burrell       | USA  | 6,74      |
| 7     | Susen Tiedtke      | GER  | 6,68      |
| 8     | Maurren Higa Maggi | BRA  | 6,68      |

Finale: 23. August, 20:05 Uhr

### Dreisprung
| Platz | Athletin           | Land | Weite (m) |
| ----- | ------------------ | ---- | --------- |
| 1     | Paraskevi Tsiamita | GRE  | 14,88     |
| 2     | Yamilé Aldama      | CUB  | 14,61     |
| 3     | Olga Vasdeki       | GRE  | 14,61     |
| 4     | Tatjana Lebedewa   | RUS  | 14,55     |
| 5     | Iwa Prandschewa    | BUL  | 14,54     |
| 6     | Šárka Kašpárková   | CZE  | 14,54     |
| 7     | Olena Howorowa     | UKR  | 14,47     |
| 8     | Cristina Nicolau   | ROM  | 14,38     |

Finale: 24. August, 19:45 Uhr

### Kugelstoßen
| Platz | Athletin              | Land | Weite (m) |
| ----- | --------------------- | ---- | --------- |
| 1     | Astrid Kumbernuss     | GER  | 19,85     |
| 2     | Nadine Kleinert       | GER  | 19,61     |
| 3     | Swetlana Kriweljowa   | RUS  | 19,43     |
| 4     | Janina Karoltschyk    | BLR  | 19,17     |
| 5     | Cheng Xiaoyan         | CHN  | 18,67     |
| 6     | Yumileidi Cumbá       | CUB  | 18,44     |
| 7     | Valentina Fedjuschina | AUT  | 18,17     |
| 8     | Krystyna Zabawska     | POL  | 18,12     |

Finale: 25. August, 20:15 Uhr

### Diskuswurf
| Platz | Athletin            | Land | Weite (m) |
| ----- | ------------------- | ---- | --------- |
| 1     | Franka Dietzsch     | GER  | 68,14     |
| 2     | Anastasia Kelesidou | GRE  | 66,05     |
| 3     | Nicoleta Grasu      | ROM  | 65,35     |
| 4     | Natalja Sadowa      | RUS  | 64,98     |
| 5     | Beatrice Faumuina   | NZL  | 64,62     |
| 6     | Seilala Sua         | USA  | 63,73     |
| 7     | Olena Antonowa      | UKR  | 63,61 AS  |
| 8     | Styliani Tsikouna   | GRE  | 63,43     |

Finale: 23. August, 19:15 Uhr

### Hammerwurf
| Platz | Athletin          | Land | Weite (m) |
| ----- | ----------------- | ---- | --------- |
| 1     | Mihaela Melinte   | ROM  | 75,20 WL  |
| 2     | Olga Kusenkowa    | RUS  | 72,56     |
| 3     | Lisa Misipeka     | ASA  | 66,06     |
| 4     | Katalin Divós     | HUN  | 65,86     |
| 5     | Deborah Sosimenko | AUS  | 65,52     |
| 6     | Ljudmila Hubkina  | BLR  | 65,44     |
| 7     | Simone Mathes     | GER  | 64,93     |
| 8     | Kirsten Münchow   | GER  | 64,03     |

Finale: 24. August, 18:00 Uhr

### Speerwurf
| Platz | Athletin            | Land | Weite (m) |
| ----- | ------------------- | ---- | --------- |
| 1     | Mirela Manjani      | GRE  | 67,09 WR  |
| 2     | Tatjana Schikolenko | RUS  | 66,37     |
| 3     | Trine Hattestad     | NOR  | 66,06     |
| 4     | Osleidys Menéndez   | CUB  | 64,61     |
| 5     | Louise Currey       | AUS  | 64,38     |
| 6     | Sonia Bisset        | CUB  | 63,52     |
| 7     | Wei Jianhua         | CHN  | 62,97 AS  |
| 8     | Oksana Makarowa     | RUS  | 62,67     |

Finale: 28. August, 19:10 Uhr

### Siebenkampf

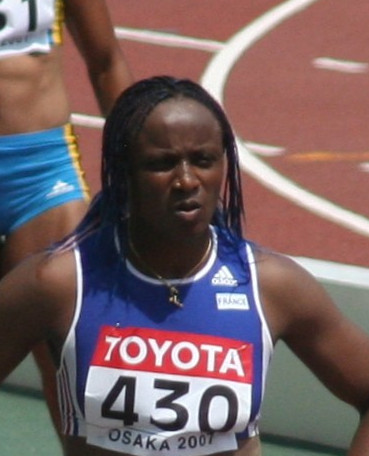
Siebenkampf-Weltmeisterin Eunice Barber – sie gehörte auch im Weitsprung zur Weltelite

| Platz | Athletin             | Land | Punkte |
| ----- | -------------------- | ---- | ------ |
| 1     | Eunice Barber        | FRA  | 6861   |
| 2     | Denise Lewis         | GBR  | 6724   |
| 3     | Ghada Shouaa         | SYR  | 6500   |
| 4     | Sabine Braun         | GER  | 6497   |
| 5     | Tiia Hautala         | FIN  | 6369   |
| 6     | Karin Ertl           | GER  | 6317   |
| 7     | Urszula Włodarczyk   | POL  | 6287   |
| 8     | Remigija Nazarovienė | LTU  | 6262   |

Datum: 21. und 22. August